# Кардиналы-выборщики на Конклаве 1914 года
| Страна                                        | Количество выборщиков |
| --------------------------------------------- | --------------------- |
| Италия                                        | 31                    |
| Франция                                       | 6                     |
| Испания                                       | 5                     |
| Австро-Венгрия                                | 4                     |
| Англия, Германская империя, Португалия        | 2                     |
| Бельгия, Бразилия, Ирландия, Нидерланды, США, | 1                     |

Следующие кардиналы-выборщики участвовали в Папском Конклаве 1914 года. Приводятся по географическим регионам (не языковыми группами, обычно используемыми во Вселенской Церкви), и в алфавитном порядке (неофициальный порядок предшествования, который не уместен на процедуре Конклава). Восемь из этих шестьдесяти пяти выборщиков не участвовали в Конклаве: Уильям Генри О’Коннелл, Джеймс Гиббонс, Луи-Назер Бежен, Себастьяно Мартинелли, OSA, Франтишек Салески Бауэр, Колош Ференц Васари, OSB,  Джузеппе Антонио Эрменеджильдо Приско и Франсуа-Виржиль Дюбийар.
В Священной Коллегии кардиналов присутствовали следующие кардиналы-выборщики, назначенные:
- 21 — папой Львом XIII;
- 44 — папой Пием X.

## Римская Курия
1. Антонио Альярди, канцлер Святой Римской Церкви;
2. Винченцо Ваннутелли, префект Верховного Трибунала Апостольской Сигнатуры;
3. Серафино Ваннутелли, декан Коллегии кардиналов;
4. Антонио Вико, бывший апостольский нунций в Испании;
5. Франческо Салезио делла Вольпе, камерленго;
6. Пьетро Гаспарри, камерленго Священной Коллегии кардиналов;
7. Фрэнсис Гаскей, OSB, председатель Папской Комиссии по ревизии и исправлению Вульгаты;
8. Джироламо Готти, OCD, префект Священной Конгрегации Пропаганды Веры;
9. Дженнаро Гранито Пиньятелли ди Бельмонте, бывший апостольский нунций в Австро-Венгрии;
10. Филиппо Джустини, секретарь Священной Конгрегации Дисциплины Таинств;
11. Оттавио Каджано де Ацеведо, префект Священной Конгрегации по делам монашествующих;
12. Гаэтано де Лай, секретарь Священной Консисторской Конгрегации;
13. Микеле Лега, советник Верховной Священной Конгрегации Священной Канцелярии;
14. Бенедетто Лоренцелли, префект Священной Конгрегации Семинарий и Университетов;
15. Себастьяно Мартинелли, OSA, префект Священной Конгрегации обрядов (не участвовал в Конклаве);
16. Рафаэль Мерри дель Валь-и-Сулуэта, государственный секретарь Святого Престола;
17. Франческо ди Паола Кассетта, префект Священной Конгрегации Собора;
18. Анджело Ди Пьетро, Апостольский датарий;
19. Аристиде Ринальдини, бывший камерленго Священной Коллегии кардиналов;
20. Виллем ван Россум, CSSR, председатель Папской Библейской Комиссии;
21. Доменико Серафини, OSB, эксперт Верховной Священной Конгрегации Священной Канцелярии;
22. Шипионе Текки, эксперт Священной Консисторской Конгрегации, секретарь Коллегии кардиналов;
23. Диомеде Фальконио, OFM, кардинал-епископ Веллетри;
24. Доменико Феррата, секретарь Верховной Священной Конгрегации Священной Канцелярии.

## Европа

### Италия
1. Бартоломео Бачильери, епископ Вероны;
2. Гаэтано Бислети, великий приор Суверенного Мальтийского Ордена;
3. Джулио Боски, архиепископ Феррары;
4. Аристиде Каваллари, патриарх Венеции;
5. Джакомо делла Кьеза, архиепископ Болоньи (был избран папой римским и выбрал имя Бенедикт XV);
6. Алессандро Луальди, архиепископ Палермо;
7. Пьетро Маффи, архиепископ Пизы;
8. Базилио Помпили, генеральный викарий Рима;
9. Джузеппе Антонио Эрменеджильдо Приско, архиепископ Неаполя (не участвовал в Конклаве);
10. Агостино Рикельми, архиепископ Турина;
11. Андреа Феррари, архиепископ Милана;
12. Джузеппе Франчика-Нава ди Бонтифе, архиепископ Катании.

### Австро-Венгрия
1. Франтишек Салески Бауэр, архиепископ Оломоуца (не участвовал в Конклаве);
2. Колош Ференц Васари, OSB, бывший архиепископ Эстергома (не участвовал в Конклаве);
3. Фридрих Густав Пиффль, CCRSA, архиепископ Вены;
4. Лев Скрбенский из Гржиште, архиепископ Праги;
5. Кароль Хёрниг, епископ Веспрема;
6. Янош Чернох, архиепископ Эстергома.

### Франция
1. Леон-Адольф Аметт, архиепископ Парижа;
2. Полен-Пьер Андриё, архиепископ Бордо;
3. Луи Бийо, SJ;
4. Франсуа-Виржиль Дюбийар, архиепископ Шамбери (не участвовал в Конклаве);
5. Луи Люсон, архиепископ Реймса;
6. Франсуа де Роверье де Кабриер, епископ Монпелье;
7. Эктор Севен, архиепископ Лиона.

### Испания
1. Энрике Альмарас-и-Сантос, архиепископ Севильи;
2. Викториано Гисасола-и-Менендес, архиепископ Толедо;
3. Хосе Мария Хусто Кос-и-Мачо, архиепископ Вальядолида;
4. Хосе Мария Мартин де Эррера-и-де-ла-Иглесия, архиепископ Сантьяго-де-Компостелы.

### Германская империя
1. Франц фон Беттингер, архиепископ Мюнхена и Фрайзинга;
2. Феликс фон Хартманн, архиепископ Кёльна.

### Португалия
1. Антониу Мендеш Беллу, патриарх Лиссабона;
2. Жозе Себаштьян Алмейда Нету, OFM, бывший патриарх Лиссабона.

### Бельгия
1. Дезире-Жозеф Мерсье, архиепископ Мехелена.

### Великобритания
1. Фрэнсис Борн, архиепископ Вестминстера.

### Ирландия
1. Майкл Лог, архиепископ Армы.

## Северная Америка

### Канада
1. Луи-Назер Бежен, архиепископ Квебека (не участвовал в Конклаве).

### США
1. Джеймс Гиббонс, архиепископ Балтимора (не участвовал в Конклаве);
2. Уильям Генри О’Коннелл, архиепископ Бостона (не участвовал в Конклаве);
3. Джон Мёрфи Фарли, архиепископ Нью-Йорка.

## Южная Америка

### Бразилия
1. Жоакин Арковерди де Албукерки Кавалканти, архиепископ Сан-Себастьян-до-Рио-де-Жанейро.